# قطعنامه ۴۵۳ شورای امنیت
قطعنامه ۴۵۳ شورای امنیت سازمان ملل متحد که در تاریخ ۱۲ سپتامبر ۱۹۷۹ تصویب شد، سندی بین‌المللی دربارهٔ پذیرش اعضای جدید در سازمان ملل: سنت لوسیا است. این قطعنامه طی نشست ۲٬۱۶۷ام با ۱۵ موافق، ۰ مخالف و ۰ ممتنع تصویب شد.